# Anninos Markoullidis
Anninos Markoullidis (griechisch Άννινος Μαρκουλλίδης; * 8. Februar 1971 in Limassol) ist ein ehemaliger zyprischer Leichtathlet, der sich auf den Sprint spezialisiert hat. Seinen größten Erfolg feierte er mit dem Gewinn der Silbermedaille über 200 Meter bei den Halleneuropameisterschaften 1998 in Valencia.

## Sportliche Laufbahn
Erste Erfahrungen bei internationalen Meisterschaften sammelte Anninos Markoullidis vermutlich im Jahr 1989, als er bei den Junioreneuropameisterschaften in Varaždin mit 21,95 s und 49,14 s jeweils in der ersten Runde über 200 und 400 Meter ausschied. 1990 schied er bei den Halleneuropameisterschaften in Glasgow mit 21,77 s im Halbfinale im 200-Meter-Lauf aus und im August schied er bei den Juniorenweltmeisterschaften in Plowdiw mit 10,90 s und 21,88 s jeweils in der ersten Runde über 100 und 200 Meter aus. Daraufhin kam er bei den Europameisterschaften in Split mit 21,41 s nicht über den Vorlauf über 200 Meter hinaus. Im Jahr darauf belegte er bei den Mittelmeerspielen in Athen in 21,17 s den siebten Platz über 200 Meter und anschließend siegte er in 21,05 s und 47,27 s über 200 und 400 Meter bei den Spielen der kleinen Staaten von Europa (GSSE) in Andorra la Vella und gewann dort in 40,80 s auch mit der zyprischen 4-mal-100-Meter-Staffel die Goldmedaille. Daraufhin schied er bei den Weltmeisterschaften in Tokio mit 21,07 s in der ersten Runde über 200 Meter aus. 1993 belegte er bei den Mittelmeerspielen in Narbonne in 10,52 s den achten Platz über 100 Meter und gelangte auch über 200 Meter mit 21,55 s auf Rang acht. Anschließend siegte er bei den GSSE in Valletta in 10,66 s und 21,28 s über 100 und 200 Meter und sicherte sich auch im Staffelbewerb die Goldmedaille. Zudem schied er bei den Commonwealth Games in Victoria mit 10,44 s im Halbfinale über 100 Meter aus und schied über 200 Meter mit 20,96 s im Viertelfinale aus. Im Jahr darauf schied er bei den Europameisterschaften in Helsinki mit 10,53 s im Halbfinale im 100-Meter-Lauf aus und auch über 200 Meter schied er mit 21,06 s im Semifinale aus. 1995 schied er bei den Weltmeisterschaften in Göteborg mit 10,41 s im Halbfinale über 100 Meter aus. Zudem siegte er bei den GSSE in Luxemburg erneut über 100 und 200 Meter sowie im Staffelbewerb. Im Jahr darauf wurde er bei den Halleneuropameisterschaften in Stockholm im Vorlauf über 200 Meter disqualifiziert und schied im 60-Meter-Lauf mit 6,85 s in der ersten Runde aus. Im Juli schied er bei den Olympischen Sommerspielen in Atlanta mit 10,36 s im Halbfinale über 100 Meter aus und über 200 Meter mit 20,63 s im Viertelfinale. Zudem kam er mit der Staffel mit 40,06 s nicht über den Vorlauf hinaus.
1997 gewann er bei der Sommer-Universiade in Catania in 20,72 s die Bronzemedaille über 200 Meter hinter den US-Amerikanern Gentry Bradley und Tony Wheeler und sicherte sich anschließend bei den Mittelmeerspielen in Bari in 10,23 s die Silbermedaille über 100 Meter hinter dem Griechen Angelos Pavlakakis und belegte in 20,96 s den siebten Platz über 200 Meter. Zudem gewann er mit der 4-mal-100-Meter-Staffel in 39,12 s die Bronzemedaille hinter den Teams aus Italien und Spanien. Daraufhin schied er bei den Weltmeisterschaften in Athen mit 10,41 s im Viertelfinale aus. Im Jahr darauf gewann er bei den Halleneuropameisterschaften in Valencia in 20,65 s die Silbermedaille über 200 Meter hinter dem Ukrainer Serhij Ossowytsch und im Sommer schied er bei den Freiluft-Europameisterschaften in Budapest mit 10,41 s im Viertelfinale über 100 Meter aus und schied über 200 Meter mit 21,14 s im Halbfinale aus. Zudem verpasste er im Staffelbewerb mit 40,96 s den Finaleinzug. Anschließend belegte er bei den Commonwealth Games in Kuala Lumpur in 20,43 s den vierten Platz über 200 Meter. 1999 schied er bei den Hallenweltmeisterschaften in Maebashi mit 22,30 s im Halbfinale über 200 Meter aus und im Mai siegte er in 10,61 s über 100 Meter bei den GSSE in Schaan und im August wurde er bei den Weltmeisterschaften in Sevilla im Viertelfinale über 200 Meter disqualifiziert. Im Jahr darauf kam er bei den Halleneuropameisterschaften in Gent im Finale über 200 Meter nicht ins Ziel und im September schied er bei den Olympischen Sommerspielen in Sydney mit 10,48 s und 20,71 s jeweils im Viertelfinale über 100 und 200 Meter aus. Zudem kam er mit der Staffel mit 39,75 s nicht über den Vorlauf hinaus. 2001 siegte er in 10,23 s und 20,91 s über 100 und 200 Meter bei den GSSE in Serravalle und gewann dort in 40,98 s auch die Goldmedaille im Staffelbewerb. Anschließend siegte er in 20,60 s über 200 Meter bei den Mittelmeerspielen in Tunis und gewann zudem in 10,21 s die Bronzemedaille über 100 Meter hinter dem Griechen Aristotelis Gavelas und Maurizio Checcucci aus Italien. Zudem belegte er in 40,51 s den fünften Platz. Im Jahr darauf schied er bei den Halleneuropameisterschaften in Wien mit 20,87 s im Halbfinale über 200 Meter aus und im Juli schied er bei den Commonwealth Games in Manchester mit 10,52 s im Viertelfinale über 100 Meter aus und schied über 200 Meter mit 21,16 s im Semifinale aus. Anschließend kam er bei den Europameisterschaften in München mit 10,80 s nicht über die Vorrunde über 100 Meter hinaus und schied über 200 Meter mit 20,69 s im Halbfinale aus. 2003 siegte er bei den GSSE in Marsa über 100 und 200 Meter sowie in der 4-mal-100-Meter-Staffel, ehe er bei den Weltmeisterschaften nahe Paris mit 20,97 s in der ersten Runde über 200 Meter ausschied. Im Jahr darauf kam er bei den Olympischen Sommerspielen in Athen mit 23,94 s nicht über die Vorrunde über 200 Meter hinaus. 2006 beendete er dann seine aktive sportliche Karriere im Alter von 35 Jahren.
In den Jahren 1996 und 2000 wurde Markoullidis im zyprischer Meister im 100-Meter-Lauf und 2003 über 200 Meter.

## Persönliche Bestleistungen
- 100 Meter: 10,12 s (+1,7 m/s), 14. Juni 1998 in Budapest
  - 50 Meter (Halle): 5,72 s, 5. Februar 2000 in Nyíregyháza (zyprischer Rekord)
  - 60 Meter (Halle): 6,61 s, 16. Januar 1991 in Budapest
- 200 Meter: 20,43 s (−0,2 m/s), 19, September 1998 in Kuala Lumpur
  - 200 Meter (Halle): 20,65 s, 1. März 1998 in Valencia (zyprischer Rekord)